# 한전초등학교
한전초등학교는 대한민국 강원특별자치도 양구군에 있는 초등학교다.

## 학교 연혁
- 1957.05.09 한전초등학교 4학급 인가
- 1957.05.11 한전국민학교 개교
- 1987.03.10 병설유치원 개원
- 1996.06.01 한전초등학교로 개명
- 2012.03.01 강원행복더하기학교 지정(4년)
- 2013.03.01 학력향상형 창의경영학교 운영(2년)
- 2014.02.07 제57회 졸업식(졸업생수 7명, 총 1598명)
- 2014.03.01 제20대 장상기교장 부임